# La Haye (Vosges)
La Haye é uma comuna francesa na região administrativa de Grande Leste, no departamento de Vosges. Estende-se por uma área de 7,34 km². Em 2010 a comuna tinha 120 habitantes (densidade: 16,3 hab./km²).